# Lugal-kinixe-dudu

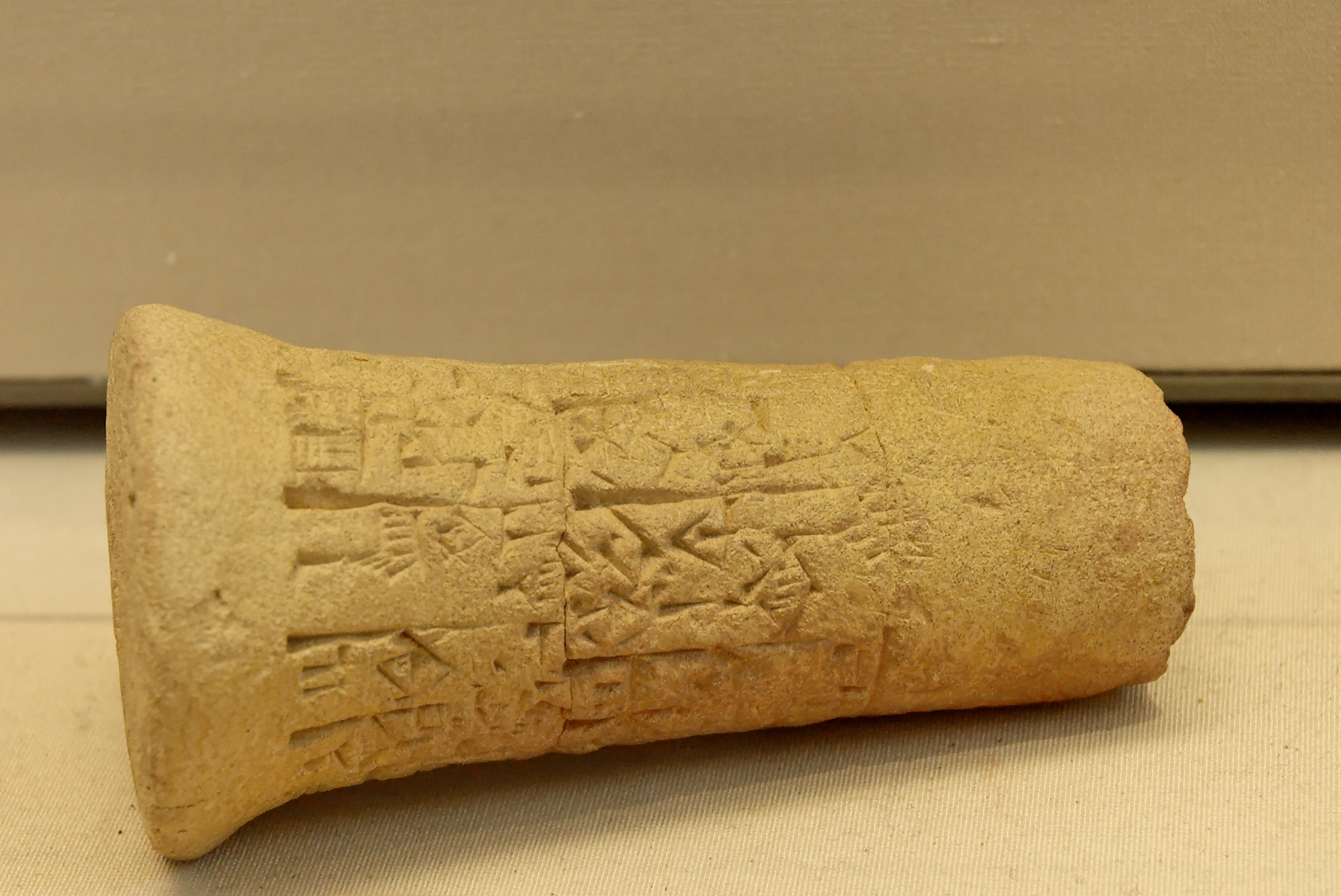
Un dels més antics documents diplomàtics, en una peça d'argila, datat cap a l'any 2400 aC. Amb la inscripció d'Entemena, el governant de la ciutat estat de Lagaix. Un fragment d'inscripció parla del tractat de pau celebrat entre Entemena de Lagaix i Lugal-kinixe-dudu a Umma.

Lugal-kinixe-dudu o Lugal-Ure va ser rei i ensi de la segona dinastia d'Uruk a Sumer. La llista de reis sumeris l'esmenta i li atribueix un regnat mític de 120 anys. Va ser contemporani d'Entemena II de Lagaix. El va succeir Argandea.